# Alf Engqvist
Alf Tage Evert Engqvist, född 21 april 1955, är en svensk företagsledare och före detta fotbollsspelare. Han var vd för Göteborg Energi 2018–2022, och representerade som fotbollsspelare Gais på 1970-talet.

## Biografi
Engqvist har varit vd vid Infratek Sverige AB och arbetat på Vattenfall i olika roller. Han började 2016 arbeta på Göteborg Energi som chef för verksamhetsområdet distribution. I november blev han tillförordnad vd, och den 1 januari 2018 blev han vd. 2022 gick han i pension, 67 år gammal.

### Fotbollskarriär
Engqvist värvades från division III-klubben Melleruds IF till Gais, där han blev spelklar hösten 1976. Han spelade sammanlagt 38 matcher (5 mål) för klubben åren 1976–1979, men efter kontroverser kring den nye norske tränaren Tom Lilledal, som tillträdde inför säsongen 1980 och tyckte att spelarna hade "för dålig grundkondition och för avslappnad attityd till elitfotboll", gick han under sommaren 1980 tillbaka till Mellerud.